# Lérmontovka (Khabàrovsk)
|  | Per a altres significats, vegeu «Lérmontovka». |

Lérmontovka (en rus: Лермонтовка) és un poble del krai de Khabàrovsk, a Rússia, que el 2012 tenia 3.775 habitants. Pertany al districte rural de Bikinski.